# Halže
Halže (tyska: Hals) är en by och en kommun i Böhmen i Tjeckien med 941 invånare (1 januari 2008). Orten ligger ca 596 meter över havet.